# Варгас (штат)
Варгас (ісп. el Estado Vargas) — один із 23 штатів Венесуели.
Адміністративний центр штату — місто Ла-Гуайра.
Площа штату становить 1 496 км², населення — 332 900 чоловік (2007).

## Муніципалітети штату
- Варгас